# Chavannes-le-Chêne
Pour les articles homonymes, voir Chavannes.
Chavannes-le-Chêne est une commune suisse du canton de Vaud, située dans le district du Jura-Nord vaudois.

## Toponyme
Chavannes remonte à une origine latine, capanna, soit « cabane », « petite habitation ». Parmi les plus anciennes attestations de ce village, on trouve vers 1403 molendinum de Chavannes, ou encore en 1453 capellam de Chavannes. La forme Chavannes-le-Chêne est moderne, pour distinguer ce village de ses homonymes.

## Histoire
On trouva des indications d'habitat néolithique et du haut Moyen Âge (Ve – VIIIe siècles) au Vallon des Vaux. Chavannes-le-Chêne fit partie de la seigneurie de Saint-Martin-du-Chêne et en fut le siège dès le XVIe siècle. Le village était rattaché au bailliage d'Yverdon sous le régime bernois. Il faisait ensuite partie du district d'Yverdon de 1798 à 2007.
Des prud'hommes furent cités en 1335. La chapelle Sainte-Marie-Madeleine (citée en 1320, restaurée en 1881 et 1950) était filiale de la paroisse de Saint-Martin-du-Chêne (dite du Pâquier dès 1667). Le château est devenu au XIXe siècle l'auberge communale, restaurée en 1958. Une tannerie était en activité au XVIIIe siècle. On découvrit des anciennes carrières de grès coquillier. Le remaniement parcellaire fut effectué en 1943-1944. Le bâtiment scolaire date de 1934 ; l'ancien battoir a été transformé en grande salle en 1984.

## Armoiries
De sinople à trois glands d’argent. Au Moyen-Âge, Chavannes appartenait à la Seigneurie de Saint-Martin-du-Chêne. À la fin du XVIe siècle, la famille de Hennezel possède une partie de la terre de Saint-Martin et la garde jusqu’au XVIIIe siècle. C’est en souvenir de cette famille que la commune reprend en 1919 les armoiries des Hennezel, en changeant toutefois le champ de gueules en sinople pour adopter les couleurs cantonales.

## Population

### Gentilé et surnom
Les habitants de la commune se nomment les Tsavannais.
Ils sont surnommés les Araignées.

### Démographie
Chavannes-le-Chêne compte 28 feux en 1550 puis 192 habitants en 1764, 331 en 1850, 384 en 1900, 261 en 1950, 201 en 1970, 233 en 2000 et 316 au 31 décembre 2022.

## Politique

### Liste des syndics de Chavannes-le-Chêne
- 1901-? : Emile Michoud.

## Sites archéologiques
Le site archéologique du vallon des Vaux, classé comme bien culturel d'importance nationale, se trouve sur le territoire de la commune. Une sélection des objets découverts ainsi qu'une maquette du site sont visibles au musée cantonal d'archéologie et d'histoire à Lausanne.
On trouve également sur le territoire de la commune une carrière de meules d'époque romaine qui est visitable.

## Personnalités liées à la commune
Lydia von Auw (1897-1994), première femme pasteure du canton de Vaud et médiéviste de renommée internationale.